# المجر خلال الحرب العالمية الثانية

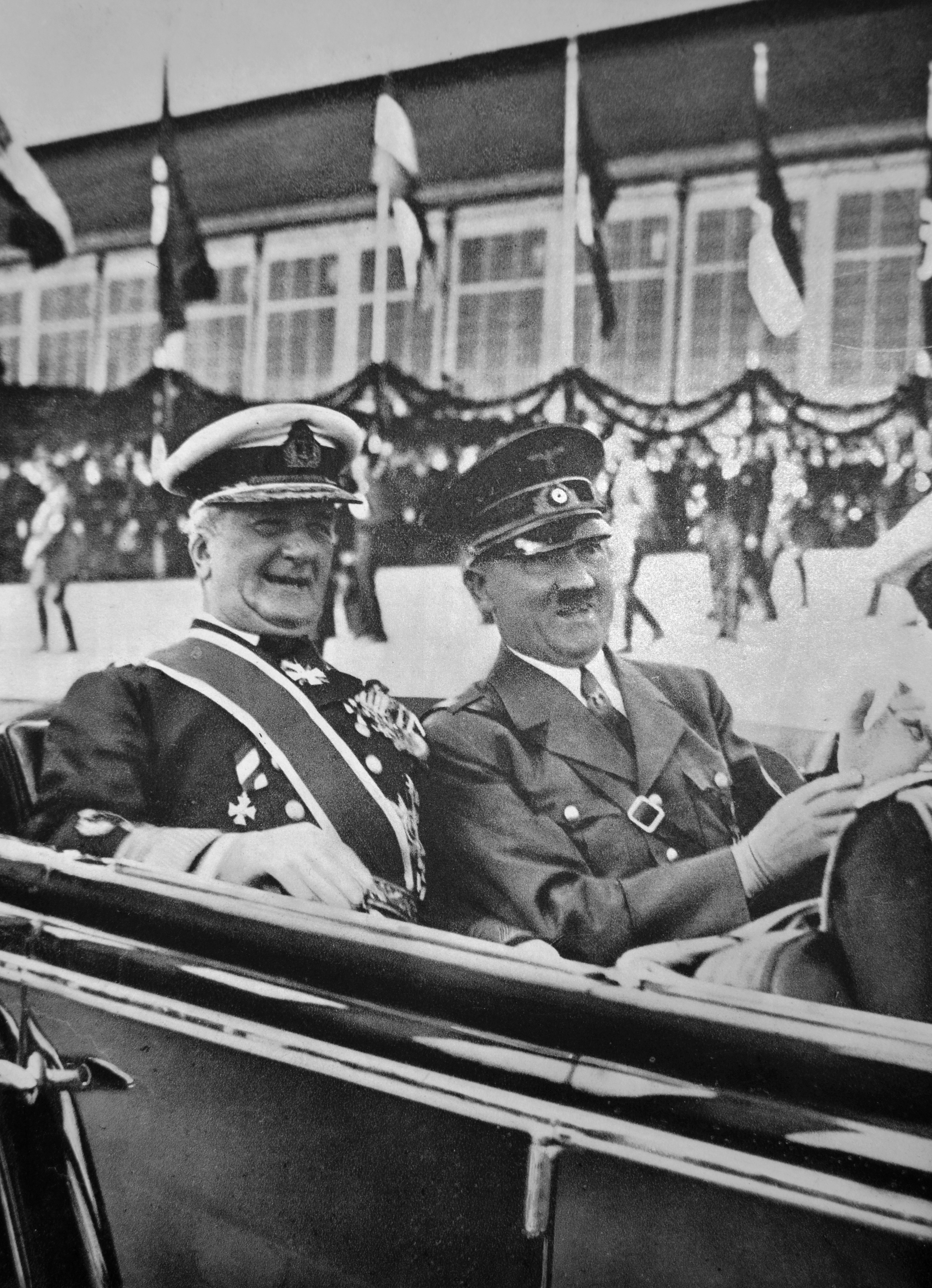
الزعيم المجري ميكلوش هورتي والزعيم الألماني أدولف هتلر في 1938

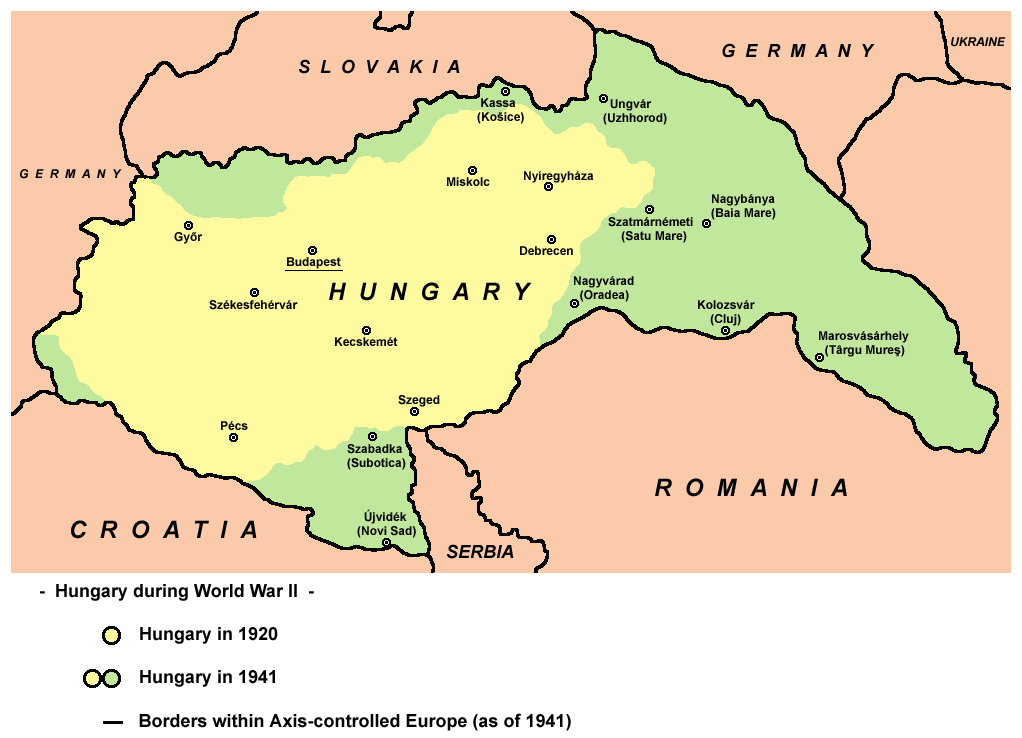
التوسع الحدودي للمجر خلال الحرب العالمية الثانية

مملكة هنغاريا، هي إحدى دول المحور خلال الحرب العالمية الثانية. اعتمدت مملكة هنغاريا -خلال ثلاثينيات القرن العشرين- على زيادة الحركة التجارية مع إيطاليا الفاشية وألمانيا النازية لانتشال نفسها من الكساد الكبير. ازداد تشدد السياسيين الهنغاريين والسياسة الخارجية تجاه الحركة القومية بحلول عام 1938، وتبنت هنغاريا سياسة الوحدوية بطريقة مماثلة لألمانيا، وذلك في محاولة منها لضم المناطق الإثنية الهنغارية في البلدان المجاورة إلى هنغاريا. استفادت هنغاريا جغرافيًا من علاقاتها مع دول المحور. نوقشت تسويات متعلقة بالنزاعات الإقليمية مع كل من الجمهورية التشيكوسلوفاكية الثانية وجمهورية سلوفاكيا ومملكة رومانيا. انضمت هنغاريا إلى دول المحور في عام 1940. في السنة اللاحقة، شاركت القوات الهنغارية المسلحة في غزو يوغوسلافيا وفي غزو الاتحاد السوفيتي. أُشير إلى مشاركتهم في هذه الغزوات من قبل المراقبين الألمان؛ وذلك بسبب القسوة المتبعة في التعامل مع السكان وتعريضهم لشتى أنواع العنف التعسفي. وُصفت مشاركة المتطوعين في الجيش الهنغاري بعبارة «سياحة القتل».
دخلت هنغاريا في مفاوضات لعقد هدنة مع الولايات المتحدة الأمريكية والمملكة المتحدة في الوقت الذي شنت فيه حربًا ضد الاتحاد السوفيتي. اكتشف هتلر هذه الخيانة، ما دفع القوات الألمانية المسلحة لاحتلال هنغاريا في عام 1944. بدأت القوات السوفيتية بتهديد هنغاريا، ما أدى إلى عقد هدنة بين الاتحاد السوفيتي وهنغاريا من قبل الوصي على العرش ميكلوش هورتي. اختُطف ابن هورثي بعد ذلك بفترة قصيرة من قبل القوات الألمانية الخاصة وأُجبر هورثي على نقض اتفاقية الهدنة مع الاتحاد السوفيتي. عُزل الوصي على العرش بعد ذلك عن السلطة، وأسس الهنغاري الفاشي فيرينتس سالاشي حكومة جديدة بدعم ألماني. هُزمت القوات المسلحة الهنغارية والألمانية على يد الجيوش السوفيتية المتقدمة في عام 1945.
قُتل نحو 300,000 جندي هنغاري وأكثر من 600,000 مدني خلال الحرب العالمية الثانية، تضمنت هذه الأعداد من القتلى على أكثر من 400,000 يهودي و28,000 روماني. تضررت العديد من المدن، ونالت العاصمة بودابست الحصة الأكبر من هذا الدمار. حُمي معظم اليهود في هنغاريا من الترحيل إلى مخيمات الإبادة الألمانية خلال السنوات القليلة الأولى من الحرب، لكنهم خضعوا لسلسلة من القوانين المناهضة لليهودية لفترة طويلة، وهي قوانين وضعت قيودًا على مشاركة اليهود في الحياة العامة والاقتصادية في هنغاريا. شهدت بداية الاحتلال الألماني لهنغاريا في عام 1944 ترحيل اليهود والرومانيين إلى معسكر أوشفيتز بيركينو للاعتقال والإبادة. قُدر عدد القتلى في نهاية الحرب بين 450,000 إلى 606,000 من اليهوديين الهنغاريين ونحو 28,000 من الهنغاريين الرومان. أُعيدت حدود هنغاريا إلى شكلها الذي كانت عليه قبل عام 1937 بعد استسلامها.

## التوجه نحو اليمينية
تسبب التأُثير المشترك للكساد الكبير ولمعاهدة تريانون في تحويل المزاج السياسي للبلاد باتجاه اليمينية. عين الوصي على العرش، ميكلوش هورثي، جيولا غومبوس رئيس وزراء جديد للبلاد. عُرف غومبوس بتأسيسه لجمعية الدفاع الوطني الهنغارية (بالهنغارية: Magyar Országos Véderő Egylet ويُطلق عليها اختصارًا MOVE). قاد غومبوس السياسة الدولية الهنغارية بطريقة ضمنت تعاونًا وثيقًا مع ألمانيا، وبذل جهدًا لتجنيس الأقليات في هنغاريا. وقّع غومبوس اتفاقية تجارية مع ألمانيا (في 21 فبراير 1934) أدت إلى توسع الاقتصاد البلغاري بسرعة، منتشلة بلغاريا من الكساد الكبير، لكنها جعلت البلاد معتمدة على الاقتصاد الألماني في شراء المواد الأولية وفي عائدات التصدير.
دعا غومبوس لإجراء عدد من الإصلاحات الاجتماعية واتباع نظام الحزب الواحد في الحكم ومراجعة معاهدة تريانون وانسحاب هنغاريا من عصبة الأمم. على الرغم من تحشيده لماكنة سياسية قوية، فقد خابت جهوده التي بذلها لتحقيق رؤيته وإصلاحاته بسبب إجباره من قبل البرلمان الذي تألف في معظمه من أتباع استفان بيتلين ومن الدائنين، على اتباع السياسات التقليدية في معالجة الأزمة الاقتصادية والمالية. أعطت نتيجة انتخابات عام 1935 دعمًا أشد صلابة لغومبوس في البرلمان. نجح في السيطرة على وزارات المالية والتجارة والدفاع وفي استبدال العديد من الضباط العسكريين المهمين بآخرين موالين له. توفي في أكتوبر من عام 1936 بسبب مشاكل في الكلى دون أن يحقق أهدافه.
حاولت هنغاريا مراجعة معاهدة تريانون باستخدام علاقتها مع ألمانيا. رفضت هنغاريا علنيًا القيود التي فرضتها بنود معاهدة تريانون على قواتها المسلحة. أعطى أدولف هتلر وعودًا بإعادة الأراضي المفقودة والتراجع عن تهديدات التدخل العسكري والضغط الاقتصادي، وذلك لتشجيع الحكومة الهنغارية على دعم سياسات ألمانيا النازية وأهدافها. في عام 1935، أُسس حزب هنغاري فاشي، وهو حزب الصليب السهم، بقيادة فيرينتس سالاشي. حاول خليفته، كالمان داراني، استرضاء النازيين والهنغاريين المعادين للسامية من خلال تمرير القانون اليهودي الأول، الذي وضع حصصًا تحدد اليهود بشغل 20% فقط من المواقع في وظائف واختصاصات متعددة. لم يُرضِ هذا القانون النازيين والهنغاريين المتطرفين، وعُين بيلا إمريدي رئيسًا للوزراء بعد استقالة داراني في مايو من عام 1938.
لم يلقَ إمريدي قبولًا من الألمان والإيطاليين في البداية بسبب محاولاته لتحسين العلاقات الدبلوماسية بين هنغاريا والمملكة المتحدة. بعد عملية آنشلوس العسكرية الألمانية ضد النمسا، أدرك إمريدي عدم استطاعته إدامة نفوره من ألمانيا وإيطاليا على المدى البعيد، ما دفعه لتغيير سياسته الخارجية والتوجه نحو دعم الألمان والإيطاليين وتحديدًا في خريف عام 1938. عزم إمريدي على تأسيس مركز قوة له في التيار اليميني السياسي، وهذا ما حثه على كتم خصومه السياسيين، ومضايقة حزب الصليب السهم ذو التأثير المتنامي وحُظر هذا الحزب بعد ذلك من قبل إدارة إمريدي. تزايدت ميول إمريدي اليمينية مع مرور الوقت، والذي نتج عنه اقتراحه لإعادة تنظيم الدولة على أسس شمولية وأعد مسودة لقانون يهودي ثانٍ أكثر قسوة من الأول. أُجبر إمريدي على الاستقالة بعد تقديم خصومه السياسيين لوثائق تثبت أن جده كان يهوديًا. بالرغم من هذا، فقد صادقت الحكومة الجديدة برئاسة الكونت بابلو تيليكي على القانون الثاني لليهود، الذي ألغى الحصص الممنوحة لليهود في الوظائف وسوق العمل. إضافة إلى ذلك، عرف القانون الجديد اليهود بأنهم عرق لا ديانة، ما غير حالة أولئك الذين حولوا ديانتهم سابقًا من اليهودية إلى المسيحية.

## التوسع الجغرافي
سعت كل من ألمانيا النازية وإيطاليا الفاشية لتنفيذ مطالبات الهنغاريين بالأراضي التي خسرتها هنغاريا بعد توقيع معاهدة تريانون في عام 1920. قُدمت منحتان إقليميتان مهمتان إثر هذه المساعي. سُميت المنحة الأولى باسم «منحة فيينا الأولى» وعُرفت المنحة الثانية باسم «منحة فيينا الثانية».
تسببت معاهدة ميونخ الموقعة في أكتوبر من عام 1938 بتفكك الجمهورية التشيكوسلوفاكية الأولى وتأسيس جمهورية تشيكوسلوفاكيا (التي عُرفت أيضًا باسم «الجمهورية التشيكوسلوفاكية الثانية»). مُنحت بعض الاستقلالية في الحكم لسلوفاكيا وروثينيا الكارباتية في ظل الجمهورية الجديدة. في 5 أكتوبر، تسلل نحو 500 عضو من تنظيم رونجيوس جاردا البلغاري (الحراس الممزقون) على هيئة عصابات إلى داخل سلوفاكيا وروثينيا. في 9 أكتوبر، بدأت المملكة الهنغارية بمباحثات مع جمهورية تشيكوسلوفاكيا حول المناطق المأهولة بالبلغاريين في جنوب سلوفاكيا وجنوب روثينيا. في 11 أكتوبر، هُزم الحراس الهنغاريون على يد الجنود التشيكوسلوفاكيين في مدينتي بيريهوفي وبورزافا في روثينيا. تكبد الهنغاريون قرابة 350 قتيلًا، وفي 29 أكتوبر، وصلت المفاوضات حول هذه المناطق إلى طريق مسدود.

## مواضيع مرتبطة
- إمبراطورية النمسا المجر
- مملكة المجر (1920-1946)